# The Running Jumping & Standing Still Film
The Running Jumping & Standing Still Film è un cortometraggio comico del 1959 diretto da Richard Lester e Peter Sellers (non accreditato), in collaborazione con Bruce Lacey.

## Descrizione
Si tratta di una raccolta di sketch comici di umorismo surreale. Le riprese si svolsero nell'arco di due domeniche nel 1959, con costo complessivo di circa £70 (incluse £5 per l'affitto di un campo).
Il cortometraggio ricevette una candidatura agli Academy Awards del 1960, ma non vinse. Era molto amato dai Beatles, e questo fatto portò Lester ad essere scelto come regista dei loro film Tutti per uno (A Hard Day's Night) e Aiuto! (Help!).
Il cortometraggio è stato incluso come bonus in varie edizioni home video di A Hard Day's Night.

## Accoglienza critica
BFI Screenonline concluse che l'eredità duratura del film "è stata la sua influenza (come parte del lavoro complessivo di Milligan) sulla commedia britannica in generale, e sul Monty Python's Flying Circus (BBC, 1969-74) in particolare. Ciò è evidente non solo nel suo umorismo surreale, ma nel modo in cui gli elementi di una routine vengono inseriti nelle scene successive, trascendendo le scenette comiche - una tattica successivamente adottata dal gruppo dei Python." Empire lo definì "sublime surrealismo slapstick."